# Uniwersytet „Gabriele d’Annunzio”
Uniwersytet „Gabriele d'Annunzio” (Università degli Studi Gabriele d'Annunzio) – publiczny uniwersytet założony w 1965 roku w Chieti i Pescara. Rektorem uczelni jest prof. Carmine Di Ilio
W roku akademickim 2014/2015 uczelnia liczyła 27 505 studentów. W skład uczelni wchodzi 13 wydziałów.